# La Laupie
La Laupie – miejscowość i gmina we Francji, w regionie Owernia-Rodan-Alpy, w departamencie Drôme.
Według danych na rok 1990 gminę zamieszkiwało 529 osób, a gęstość zaludnienia wynosiła 55 osób/km² (wśród 2880 gmin regionu Rodan-Alpy La Laupie plasuje się na 1120. miejscu pod względem liczby ludności, natomiast pod względem powierzchni na miejscu 1150.).